# Margattea philippinensis
Margattea philippinensis es una especie de cucaracha del género Margattea, familia Ectobiidae. Fue descrita científicamente por Roth en 1990.
Habita en Filipinas.